# The Boomerang
The Boomerang er en amerikansk stumfilm fra 1925 instrueret af Louis J. Gasnier.

## Medvirkende
- Anita Stewart som Virginia Zelva
- Bert Lytell som Dr. Sumner
- Donald Keith som Budd Woodridge
- Mary McAllister som Grace Tyler
- Ned Sparks som Bert Hanks
- Arthur Edmund Carewe som Poulet
- Philo McCullough som Preston DeWitt
- Winter Hall som Frederick Gordon